# Eduard von Engerth
Eduard von Engerth (Pleß (Szilézia, Porosz Királyság), 1818. május 13. – Semmering, 1897. július 28.) osztrák festő, Wilhelm von Engerth öccse.

## Pályafutása
Leopold Kupelwieser tanítványa volt. A bécsi akadémiát elvégezte, ahol 1845-ben elynerte a nagy díjat, majd tanulmányúton járt Németországban, Itáliában (1847-1853), Franciaországban és Angliában, valamint a Németalföldön.
Rómában több bibliai tárgyú olajfestményt készített, s 1853-ban nagy feltűnést keltett Manfred király családja a beneventoi ütközet után című festménye.
1854-ben meghívták Prágába, hogy az ottani művészeti akadémia igazgatását vegye át. A következő hat év alatt a bécsi altlerchenfeldi templom freskóképei, továbbá számos olajfestménye, a többi között a prágai arisztokrácia több női tagjának és a császári párnak arcképei kerültek ki ecsetje alól.
1865-ben a bécsi akadémia tanára lett. Ekkor festette Eugén herceg a zentai csata után c. képét, mely a budai királyi várpalota testőrtermét díszítette, továbbá a koronázási képet, az Orfeus regét a bécsi dalműház császártermében és Figaro lakodalmát ugyancsak a bécsi dalműház császári lépcsőjén. Engerth 1871-től a bécsi császári és királyi képtárak igazgatója, az osztrák múzeum gondnoka, s több külföldi művészeti társulat tagja lett. 1892-ben nyugalomba vonult. 
Zentai ütközetét Doby Jenő rézbe metszette.

### Galéria

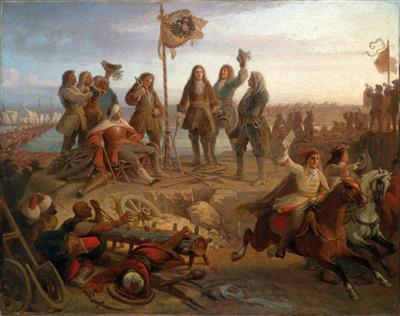
Jenő herceg értesíti a császárt a zentai csata után (1868)
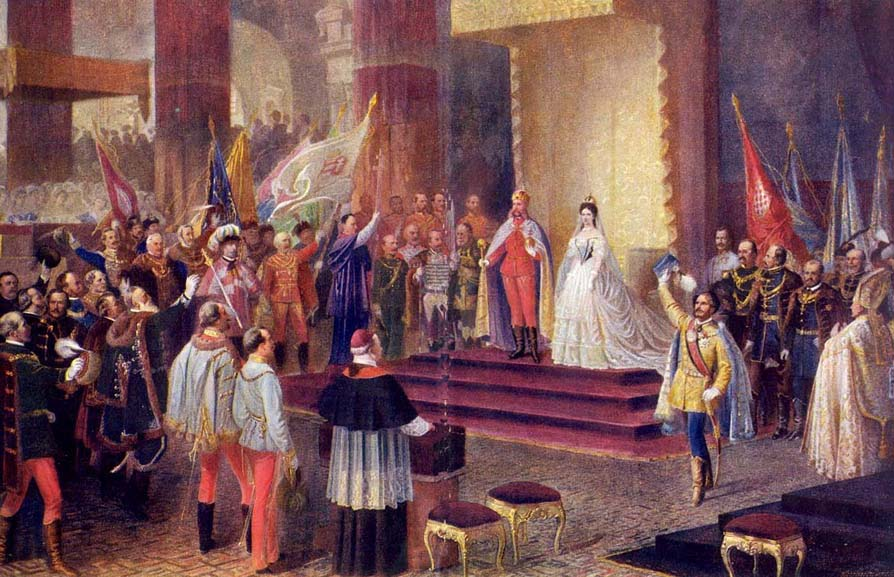
I. Ferenc József és Erzsébet királyné koronázása Budán Tull Ödön másolata
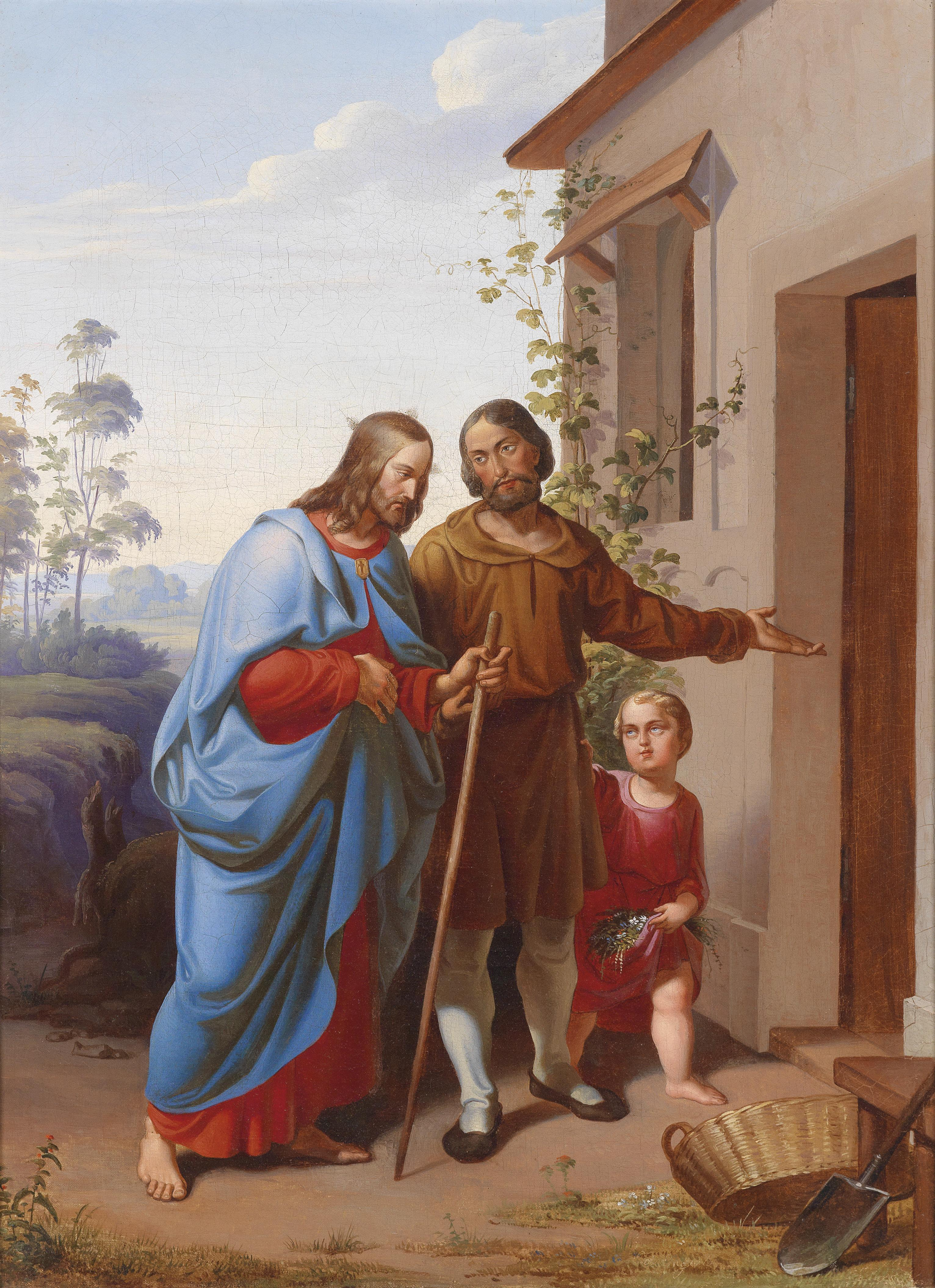
Krisztus üdvözlése
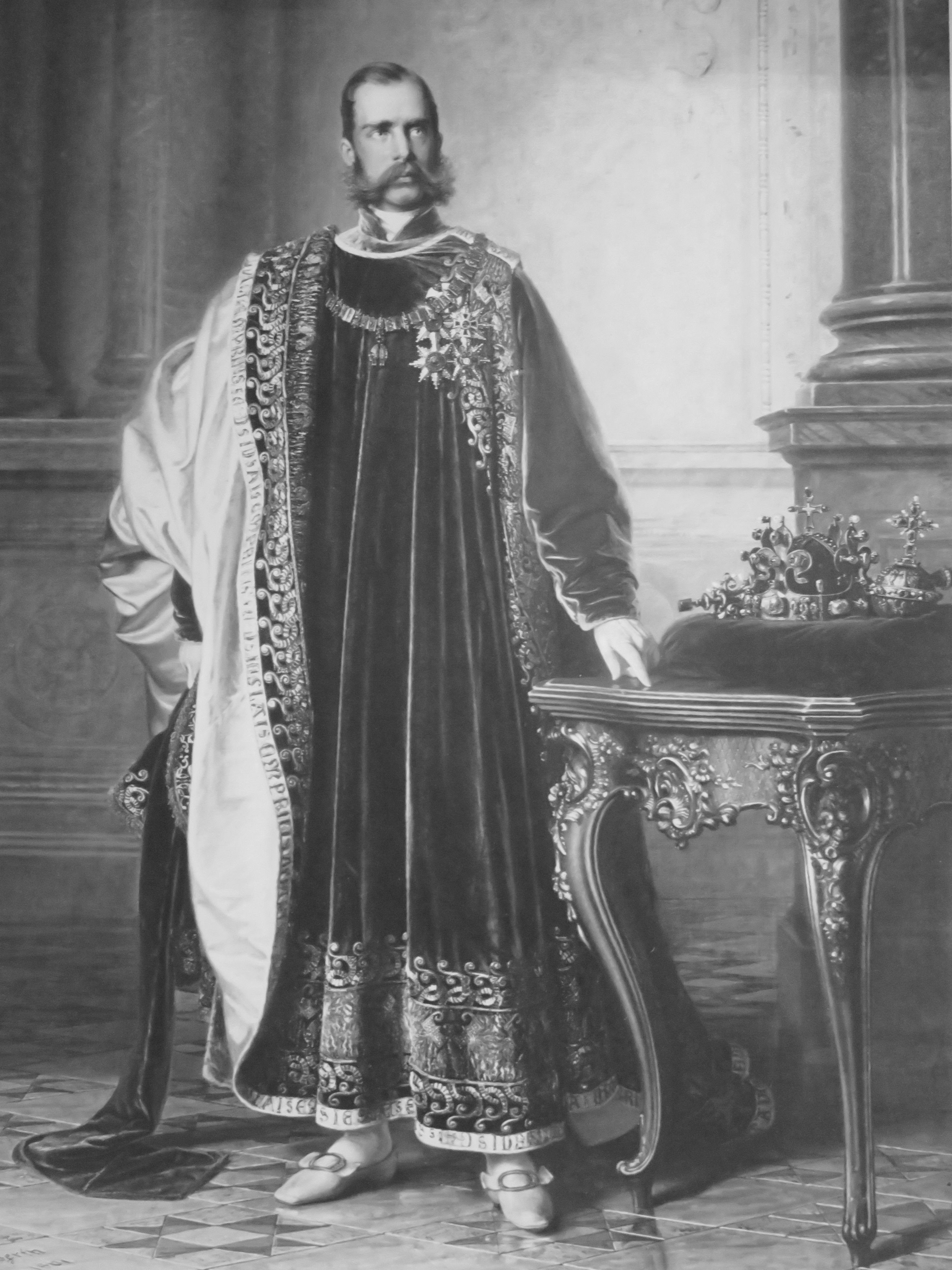
I. Ferenc József Csehország királya (1861)
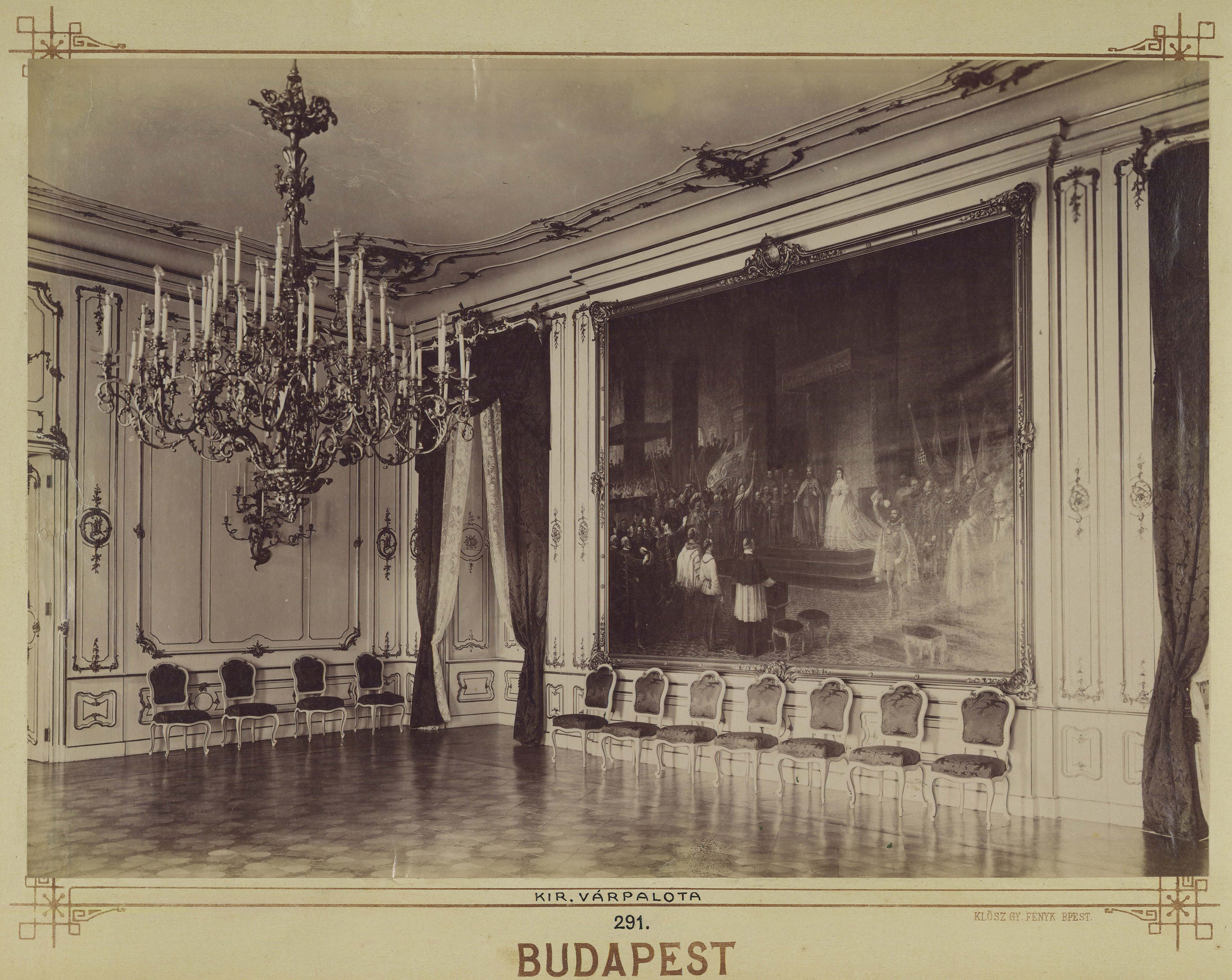
A koronázásról készült festmény a budai királyi palota fogadótermében